# Saint-Sauvant (Charente-Maritime)
Saint-Sauvant ist eine westfranzösische Gemeinde mit 514 Einwohnern (Stand: 1. Januar 2022) im Département Charente-Maritime in der Region Nouvelle-Aquitaine. Sie gehört zum Arrondissement Saintes und ist Mitglied im Gemeindeverband Saintes - Grandes Rives - L’Agglo. Die Einwohner werden Saint-Sylvanais und Saint-Sylvanaises genannt.

## Geografie

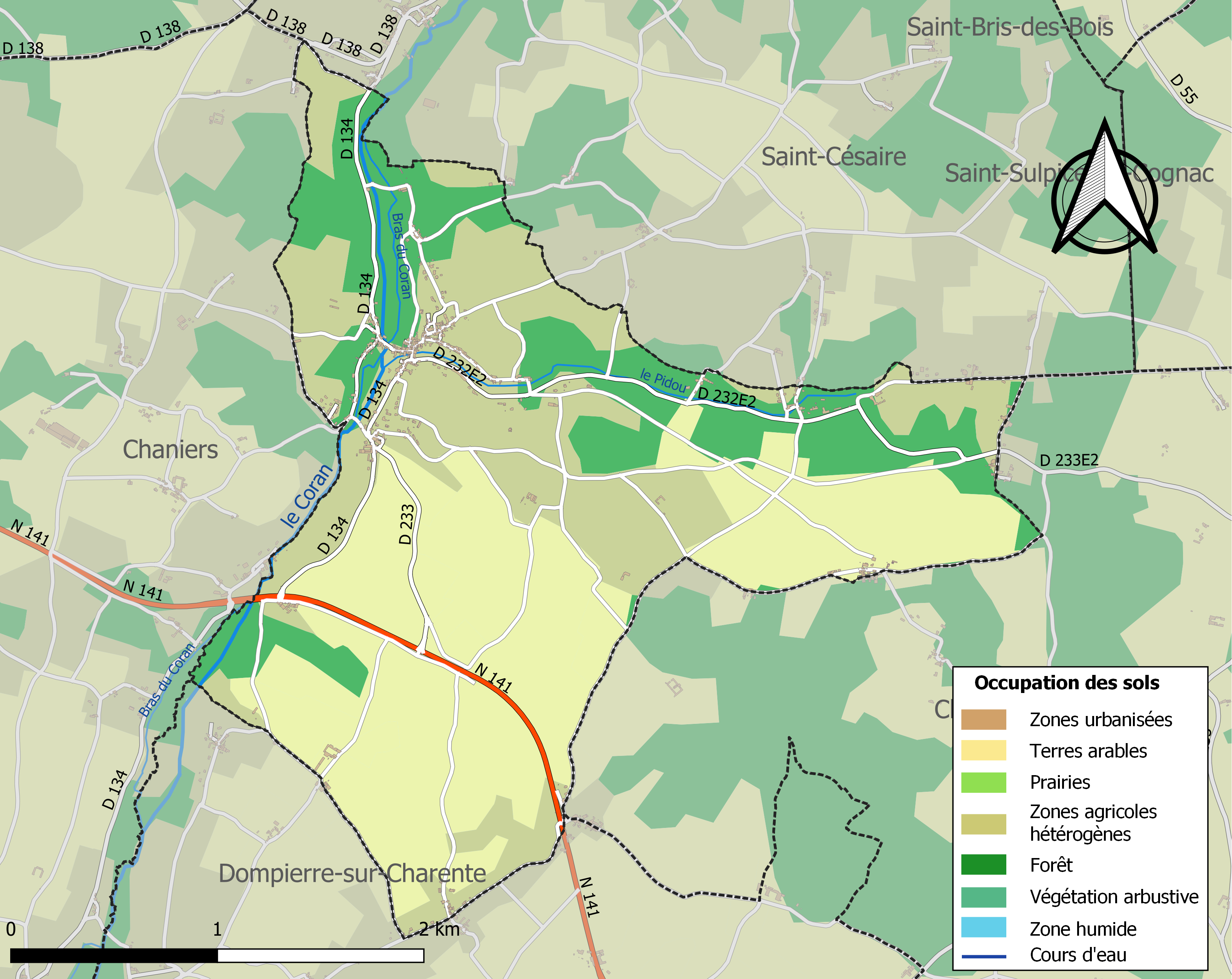
Bodennutzung, Hydrografie und Infrastruktur der Gemeinde (2018)

Saint-Sauvant liegt in der ehemaligen Provinz Saintonge, etwa 10 Kilometer östlich von Saintes und etwa 15 Kilometer westnordwestlich von Cognac. Das Gebiet der Gemeinde befindet sich im Einzugsgebiet der Charente und wird von einem ihrer Nebenflüsse, dem Flüsschen Coran, entwässert, das es im westlichen Teil von Nord nach Süd durchströmt. Das zeitweise trockenfallende Flüsschen Pidou entspringt im Gemeindegebiet und fließt in westlicher Richtung, bevor es im Zentrum der Gemeinde in den Coran mündet.
Das Gebiet von Saint-Sauvant ist Teil des Natura 2000-Schutzgebiets „Moyenne vallée de la Charente et Seugnes et Coran“ (FR5400472), des Natura 2000-Schutzgebiets „Vallée de la Charente moyenne et Seugnes“ (FR5412005) und von zwei ZNIEFF-Naturgebieten. Über drei Viertel der Fläche der Gemeinde werden landwirtschaftlich genutzt, fast ein Viertel ist bewaldet, insbesondere entlang der Flussläufe.
Umgeben wird Saint-Sauvant von den Nachbargemeinden Saint-Césaire im Norden, Chérac im Osten, Dompierre-sur-Charente im Süden sowie Chaniers im Westen.

## Geschichte
Das Dorf wurde von der Via Agrippa durchquert. Dieser wichtige antike Weg stammt aus der Zeit der Römer im 1. Jahrhundert v. Chr. und entspricht der Römerstraße, die Lugdunum (Lyon), mit Mediolanum santonum (Saintes) verband.
Eine mittelalterliche Präsenz wird unter anderem durch den Fund von Sarkophagen aus der Karolingerzeit, also zwischen 751 und dem 10. Jahrhundert, belegt. Sie wurden auf dem Gelände des alten Pfarrfriedhofs südlich der Kirche entdeckt.
Dann entwickelte sich die Oberstadt um das 11.–12. Jahrhundert herum um die Kirche, die dem heiligen Silvanus gewidmet war, dem Bischof von Gaza im 3. Jahrhundert und Märtyrer. Sie war es, die dem Dorf durch Verformung seinen Namen gab. Sie wurde im 12. Jahrhundert erbaut und anschließend durch den Bau mächtiger Strebepfeiler und einer Verteidigungskammer in ein Verteidigungssystem eingebettet.
Die Kirche befindet sich in dominanter Lage und beherrscht ein Labyrinth aus engen, abfallenden Straßen sowie ein Tor, das Spuren von Befestigungsanlagen nach den Hugenottenkriegen (1562/1598) aufweist. Das Vorhandensein dieses Tores und des mittelalterlichen Turms auf dem Plateau, das das Corantal dominiert, lässt darauf schließen, dass die Stadt im Mittelalter in Form eines Castrums erbaut wurde, das aus einer Stadtmauer und einer Burg bestand. Der aktuelle Wissensstand erlaubt es jedoch nicht, die Anwesenheit einer Burg in Saint-Sauvant zu belegen. Die Kirche könnte in eine bescheidene Mauerwerkseinfriedung eingebunden gewesen sein, wie die mit Konsolen gekrönte Tür beweist. Was den Turm aus dem 14. Jahrhundert betrifft, der das Corantal dominiert, so scheint seine Lage kaum mit dem System einer befestigten Burg vereinbar zu sein, sondern eher mit einer städtischen Erweiterung, die wahrscheinlich nach dem Hundertjährigen Krieg (1337/1453) verschwand. Dieser quadratische Turm wurde bis 1870 als Gefängnis genutzt.
Unter dem Ancien Régime, vom Ende des 16. Jahrhunderts bis zur Französischen Revolution, war Saint-Sauvant administrativ von der Generalität von La Rochelle abhängig. Die Pfarrei Saint-Sauvant, Sitz einer bedeutenden Baronie, gehörte zum Domkapitel der Kathedrale von Saintes. Die Gerichtsbarkeit der Baronie Saint-Sauvant erstreckte sich über ein riesiges Gebiet mit richterlichen Befugnissen, einschließlich der Rechte der Oberjustiz und der Ober-, Mittel- und Untergerichtsbarkeit sowie des Gefängnisses im Turm. In den Weilern besaßen Adlige und Bürger Lehen. Viele Ländereien waren in „borderies“ (kleine landwirtschaftliche Parzellen) organisiert und wurden von Kleinbauern, die den Eigentümern, Adligen, Bürgern und Honoratioren eine jährliche Pacht zahlten, bewirtschaftet.
Ab dem 17. Jahrhundert begannen sich im unteren Teil des Dorfes in Richtung der Täler entlang der Straßen Häuser und Geschäfte zu entwickeln, ein Phänomen, das sich im 19. Jahrhundert besonders verstärkte, wie einige sehr schöne Wohnhäuser aus behauenem Stein bezeugen.
Zu Beginn des 18. Jahrhunderts besaßen die Cordeliers, Minoriten von Saintes, eine kleine landwirtschaftliche Parzelle in Saint-Sauvant. Sie war ihnen von Anna von Österreich geschenkt worden, die für eine Messe pro Tag für die königliche Familie zuständig war. Außerdem besaßen sie sechs Zeitungen in der Nähe von Dompierre.
In dieser Zeit entstanden in den Tälern und auf den Höhen Mehl- und Hanfmühlen. Entlang des Coran wurden mehrere Wassermühlen installiert, die von Ausläufern und Kanälen angetrieben wurden und Mehl für die Bäcker von Saint-Sauvant und Umgebung produzierten. Hanf wurde zur Herstellung von Seilen und Haushaltswäsche verwendet: Laken, Tischdecken und Unterwäsche. Kirchenbücher aus dem Jahr 1640 bezeugen die mit der Hanfverarbeitung verbundene Tätigkeit: Dort finden wir Hanfdrescher, Seiler, Weber und Stoffzubereiter. Bis vor Kurzem wurden och sichtbare Steinbrüche in den Tälern von Coran und Pidou sowie an verschiedenen Orten in der Gemeinde genutzt. Mehrere Steinmetze waren ihrerseits damit beschäftigt, die gewonnenen Steine umzuwandeln. Bis November 2016 wurden solche Steinbrüche als Pilzfarmen genutzt.
Während der Revolutionszeit zwischen 1789 und 1792 wurde der Ort zwischenzeitlich in „Silvain-la-Roche“ umbenannt. Während der Revolution kam es in ganz Frankreich zur Ausbreitung von „Chauffeurbanden“, hochorganisierten bewaffneten Kriminellen, die abgelegene Dörfer und Bauernhöfe plünderten und terrorisierten. Die „Heizer“ hatten die Angewohnheit, ihren Opfern die Füße zu erhitzen, damit sie gestehen, wo ihre Beute versteckt war.
Bis ins 19. Jahrhundert war das Dorf für seine Weinberge bekannt. Nach der Reblauskrise Ende des 19. Jahrhunderts diversifizierte sich die Landwirtschaft: Obstgärten, Schafzucht, Milchkühe und Wolle.

## Bevölkerungsentwicklung
| Jahr                       | 1962 | 1968 | 1975 | 1982 | 1990 | 1999 | 2006 | 2013 | 2020 |
| Einwohner                  | 464  | 481  | 462  | 504  | 501  | 512  | 508  | 497  | 494  |
| Quellen: Cassini und INSEE |      |      |      |      |      |      |      |      |      |

## Sehenswürdigkeiten
- Reste der früheren Via Agrippa
- Kirche Saint-Sylvain aus dem 12. Jahrhundert, seit 1914 als Monument historique klassifiziert
- Turm der früheren Befestigungsanlage aus dem 14. Jahrhundert, seit 1914 als Monument historique klassifiziert
- Mittelalterlicher Ortskern

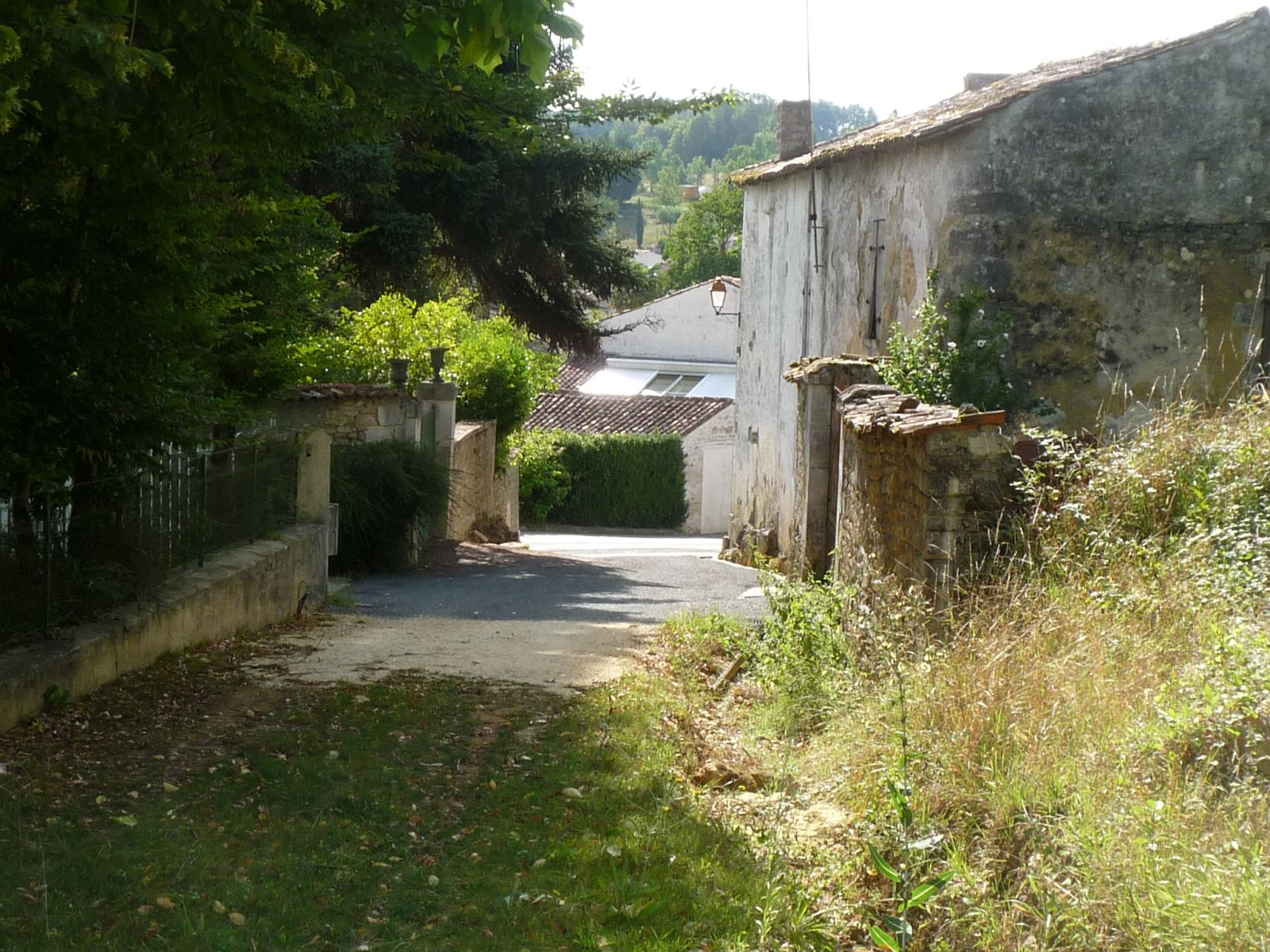
Reste der früheren Via Agrippa am Ortseingang
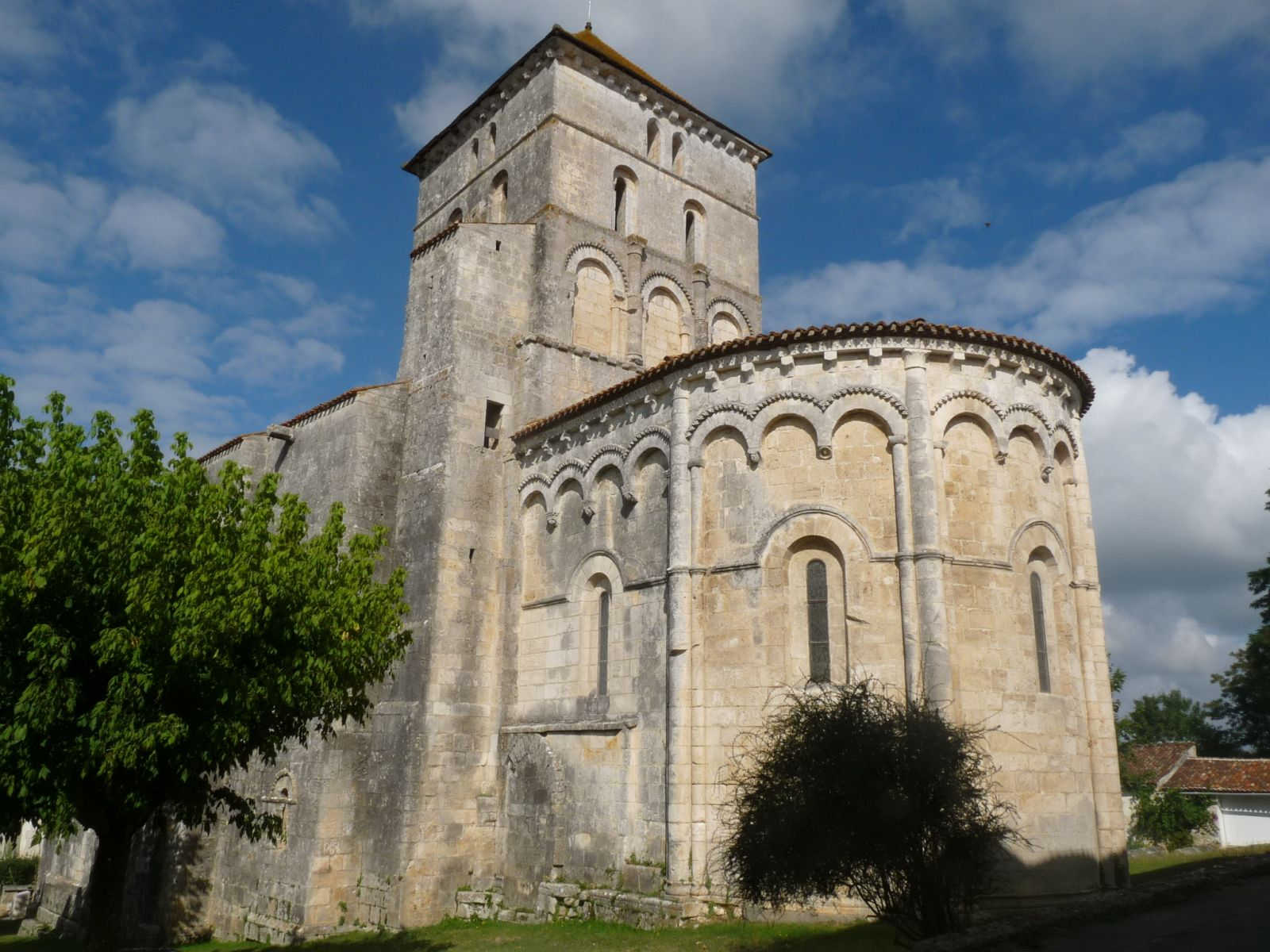
Kirche Saint-Sylvain
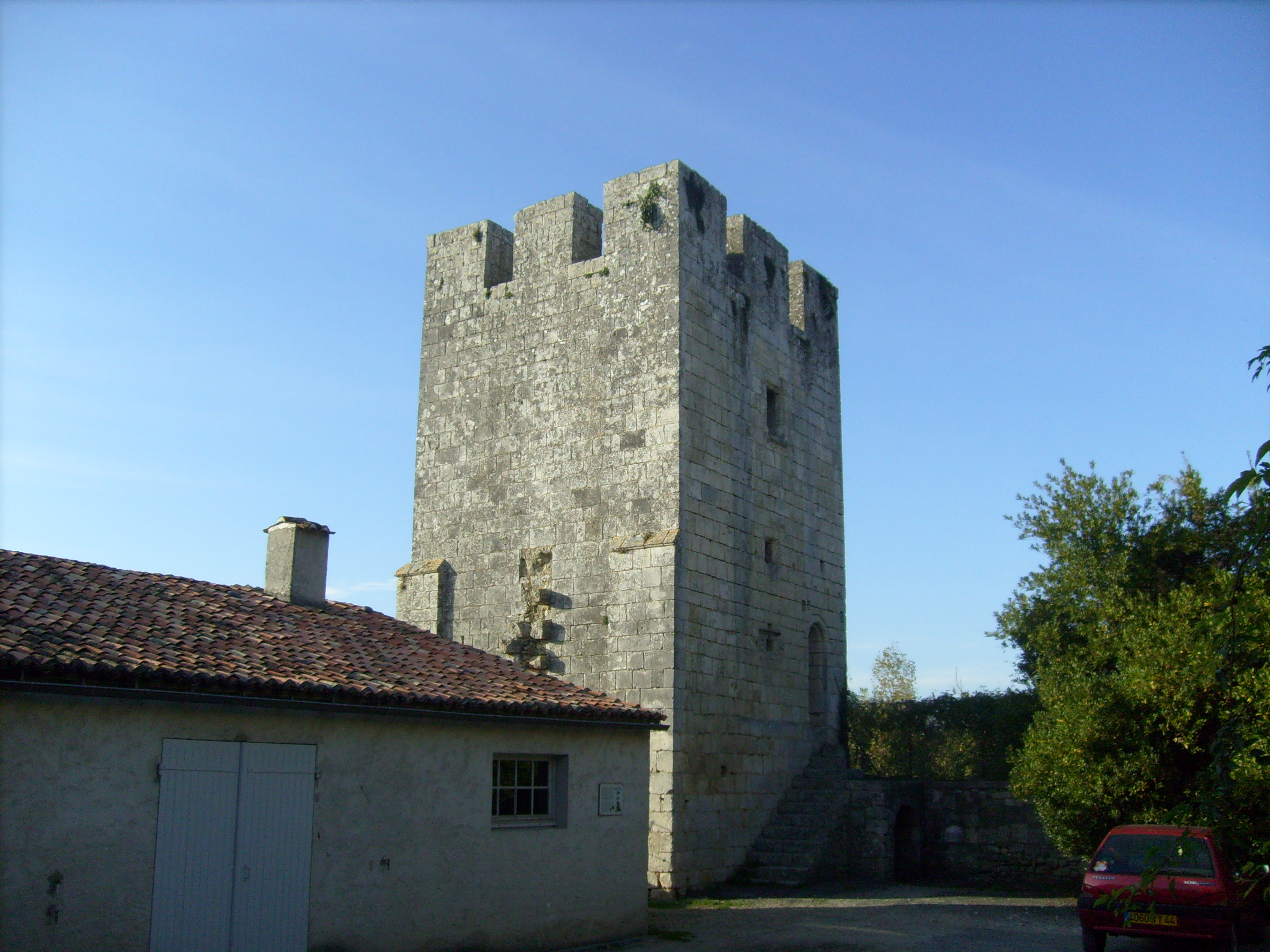
Mittelalterlicher Turm
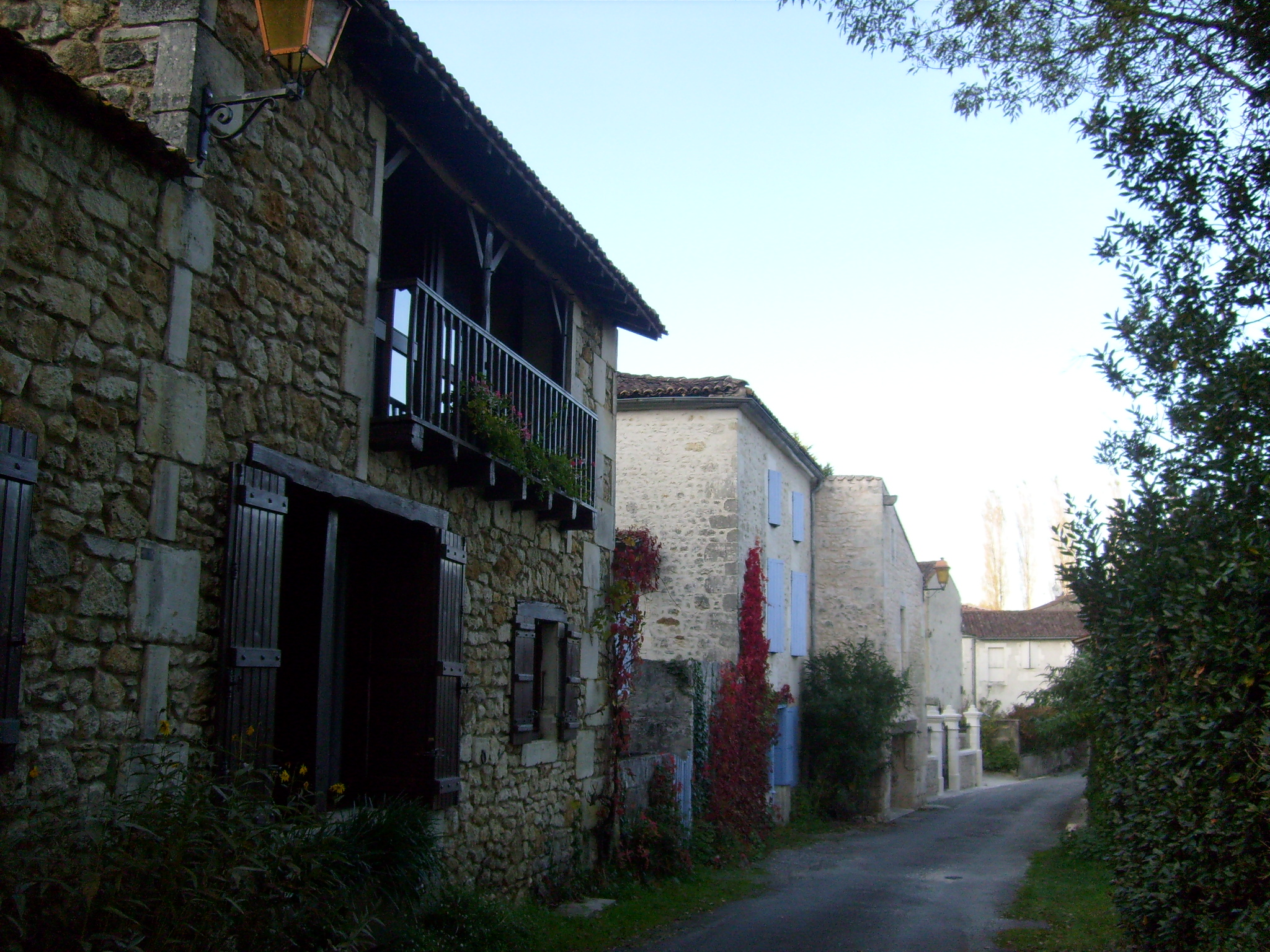
Alte Häuser im Ortskern

## Verkehr
Die Route nationale 141 durchquert die Gemeinde von West nach Ost und verbindet sie mit Saintes über Chaniers im Westen und mit Cognac über Dompierre-sur-Charente im Osten.